# Inazo Nitobé

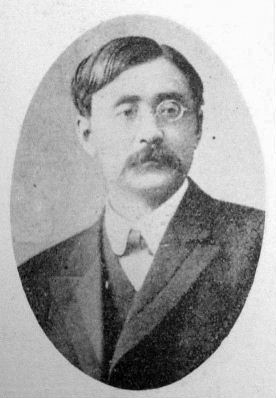

Inazō Nitobé (1 septembrie 1862 - 15 octombrie 1933) a fost profesor vreme îndelungată la Universitatea din Tokyo și mai târziu delegat al Japoniei la Liga Națiunilor.

## Biografie
Nitobé a fost un scriitor prolific, opera sa completă (editată în perioada 1983-1991) cuprinzând 24 de volume. Scrierile în limba engleză au fost strânse în 5 volume, Works of Inazo Nitobe (editată la University of Tokyo Press, 1972).

## Traduceri în limba română
- Inazō Nitobé, Bushido, codul samurailor, în ***, Budo, Traducere de: Constant Georgescu și Radu Ciocănelea, Editura Herald, Colecția Zen, București, 2003, 252 p., ISBN 973-9453-78-3
- Inazō Nitobé, Bushido: codul samurailor, Ediția a II-a, Cuvând înainte: Antoniu Șerban, Traducere din limba engleză: C. Georgescu, Editura Herald, Colecția Scrieri Inițiatice, București, 2010, 160 p., ISBN 978-973-111-123-0